# Hazim Beg
Hazim Yousef Shamdin Aga (arabiska: حازم يوسف شمدين آغا), född år 1901 i Zakho, död 1 juni 1954 i Mosul, var en irakisk, kurdisk politiker och den första personen från Zakho som blev minister utan portfölj den 5 februari 1950 . Beg var en av Iraks parlamentsledamöter.